# Кацукава Сюн'ей
Кацукава Сюн'ей (яп. 勝川 春英; 1762 ― 13 грудня 1819) — японський художник періоду Едо. Представник школу Кацукава.

## Життєпис
Належав до самурайського стану. Походив з роду Ісода. Син Ісода Дзіробея. Народився 1762 року в Едо (район Сумідагава), отримавши ім'я Хізадзіро. Після повноліття став зватися Кютокусай. Полюбляв музику, співи й малярство. В дитинстві навчався малювання в Кацукава Сюнсо. На його честь змінив прізвище та ім'я на Кацукава Сюн'ей. Перші відомі роботи відносять до 1778 року. Близько 1800 року очолив школу Кацукава. Найвидатнішими його учнями були Кацукава Сюнтей і Кацукава Сюнсен.
1804 року разом з художниками Утагава Тойокуні і Кітаґава Утамаро зробив декілька гравюр з зображенням Тойотомі Хідейосі, за що їх було арештовано на 50 діб (такі дії бакуфу розцінило як образу уряду). Втім це не вплинуло на розвиток школи Кацукава, оскільки Сюн'ей зумів зберегти її авторитет. Помер 1819 року в Едо.

## Творчість
Розвинув стиль школи Кацукава. Також творчість Сюн'ея мала вплив на Тосюсай Сяраку. Водночас сам Кацукава Сюн'ей розвинув декілька технік Сяраку. Створював переважно портрети акторів театру Кабукі у форматі «ікубі-е» (великі голови). Він також працював в жанрах мусі-е (зображення самураїв)) і сумо-е (зображення борців сумо). В зображенні останніх став одним з найкращих серед художників періоду Едо. Був талановитим ілюстратором книг, прикладом чого є «Осакські подарунки, парча Ямато» (1782 рік).
Герої Сюн'ея позбавлені, як правило, глибокої психологічної розробки, образи його цілісні і закінчені й висловлюють якусь одну провідну думку або настрій. Його композиціям властиві емоційна гострота трактування персонажів, представлена через дещо перебільшено характерні пози і жестикуляцію. Сюн'ей практично відмовився від складних багатофігурних сцен з великою кількістю деталей і аксесуарів та зосередив всю увагу на обличчі моделі. В області колірного рішення гравюр художник прагнув до зменшення яскравої багатобарвності. Вважав за краще стриманий нейтральний фон, часто сірий, готував малюнки для друку з 2-3 дощок, роблячи великі заливки однією фарбою, без зайвої дробности і строкатості.